# Regierung FitzGerald II

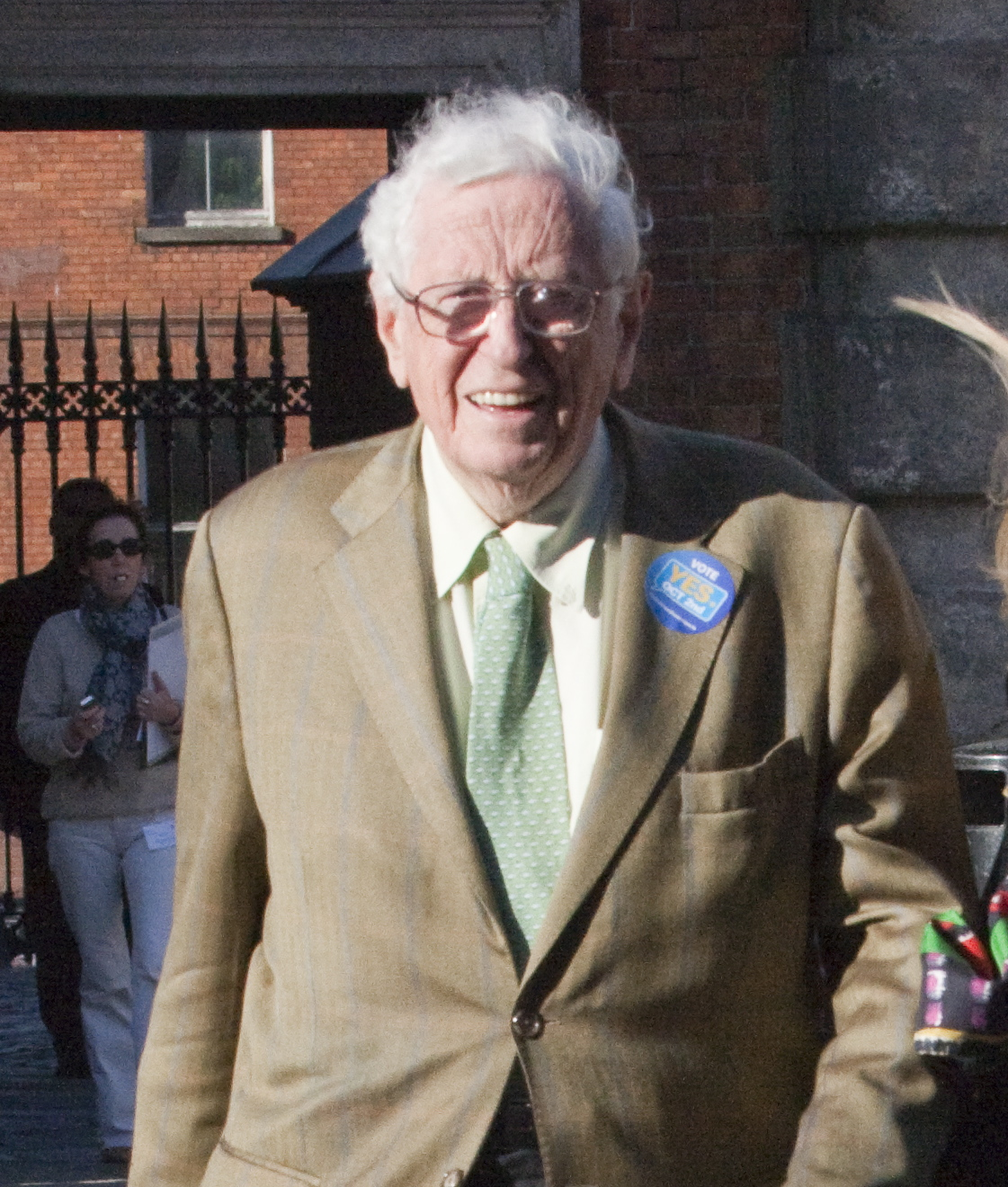
Garret FitzGerald (2009)

Die Regierung FitzGerald II war die 19. Regierung der Republik Irland, sie amtierte vom 14. Dezember 1982 bis zum 10. März 1987.
Nach einer verlorenen Vertrauensabstimmung der Regierung von Charles Haughey (FF) wurde das Parlament aufgelöst. Bei den vorgezogenen Neuwahlen am 24. November 1982 errangen Fine Gael (FG) und die Labour Party (ILP) zusammen die Mehrheit im Dáil Éireann (Unterhaus des irischen Parlaments), gemeinsam verfügten sie über 86 der 166 Mandate.
Garret FitzGerald (FG), von Juni 1981 bis März 1982 schon einmal Regierungschef, wurde am 14. Dezember 1982 mit 85 gegen 79 Stimmen zum Taoiseach (Ministerpräsident) gewählt. Die Minister wurden am gleichen Tag gewählt und vom Staatspräsidenten ernannt. Die Staatsminister wurden am 16. Februar vom Regierungschef ernannt.
Nach einem Streit über die Haushaltspolitik verließen die Minister der Labour Party am 20. Januar 1987 die Regierung. Bei den folgenden vorgezogenen Neuwahlen am 14. Februar 1987 erlitten Fine Gail und Labour eine Niederlage. Regierungschef wurde erneut Charles Haughey, der einer Minderheitsregierung der Fianna Fáil vorstand.

## Zusammensetzung
| Minister                                                                   | Minister                          | Minister | Minister           | Minister | Minister           |
| Amt                                                                        | Name                              | Partei   | Amtszeit           | Amtszeit | Amtszeit           |
| -------------------------------------------------------------------------- | --------------------------------- | -------- | ------------------ | -------- | ------------------ |
| Taoiseach (Ministerpräsident)                                              | Garret FitzGerald                 | FG       | 14. Dezember 1982  | –        | 10. März 1987      |
| Tánaiste (Vizeministerpräsident)                                           | Dick Spring                       | ILP      | 14. Dezember 1982  | –        | 20. Januar 1987    |
| Tánaiste (Vizeministerpräsident)                                           | Peter Barry                       | FG       | 20. Januar 1987    | –        | 10. März 1987      |
| Außenminister                                                              | Peter Barry                       | FG       | 14. Dezember 1982  | –        | 10. März 1987      |
| Umweltminister                                                             | Dick Spring                       | ILP      | 14. Dezember 1982  | –        | 13. Dezember 1983  |
| Umweltminister                                                             | Liam Kavanagh                     | ILP      | 13. Dezember 1983  | –        | 14. Februar 1986   |
| Umweltminister                                                             | John Boland                       | FG       | 14. Februar 1986   | –        | 10. März 1987      |
| Minister für Industrie und Energie                                         | John Bruton                       | FG       | 14. Dezember 1982  | –        | 13. Dezember 1983  |
| Minister für Industrie und Energie                                         | Dick Spring                       | ILP      | 13. Dezember 1983  | –        | 17. Dezember 1983  |
| Energieminister                                                            | Dick Spring                       | ILP      | 17. Dezember 1983  | –        | 20. Januar 1987    |
| Energieminister                                                            | Michael Noonan                    | FG       | 20. Januar 1987    | –        | 10. März 1987      |
| Minister für Handel, Gewerbe und Tourismus                                 | Frank Cluskey                     | FG       | 14. Dezember 1982  | –        | 08. Dezember 1983  |
| Minister für Handel, Gewerbe und Tourismus                                 | Garret FitzGerald (kommissarisch) | FG       | 8. Dezember 1983   | –        | 13. Dezember 1983  |
| Minister für Handel, Gewerbe und Tourismus                                 | John Bruton                       | FG       | 13. Dezember 1983  | –        | 17. Dezember 1983  |
| Minister für Industrie, Handel, Gewerbe und Tourismus                      | John Bruton                       | FG       | 17. Dezember 1983  | –        | 14. Februar 1986   |
| Minister für Industrie, Handel, Gewerbe und Tourismus                      | Michael Noonan                    | FG       | 14. Februar 1986   | –        | 19. Februar 1986   |
| Minister für Industrie und Gewerbe                                         | Michael Noonan                    | FG       | 19. Februar 1986   | –        | 10. März 1987      |
| Arbeitsminister/-in                                                        | Liam Kavanagh                     | ILP      | 14. Dezember 1982  | –        | 13. Dezember 1983  |
| Arbeitsminister/-in                                                        | Ruairi Quinn                      | ILP      | 13. Dezember 1983  | –        | 20. Januar 1987    |
| Arbeitsminister/-in                                                        | Gemma Hussey                      | FG       | 20. Januar 1987    | –        | 10. März 1987      |
| Bildungsminister/-in                                                       | Gemma Hussey                      | FG       | 14. Dezember 1982  | –        | 14. Februar 1986   |
| Bildungsminister/-in                                                       | Patrick Cooney                    | FG       | 14. Februar 1986   | –        | 10. März 1987      |
| Verteidigungsminister                                                      | Patrick Cooney                    | FG       | 14. Dezember 1982  | –        | 14. Februar 1986   |
| Verteidigungsminister                                                      | Paddy O’Toole                     | FG       | 14. Februar 1986   | –        | 10. März 1987      |
| Minister für die Gaeltacht                                                 | Paddy O’Toole                     | FG       | 14. Dezember 1982  | –        | 10. März 1987      |
| Minister für Fischerei und Forsten                                         | Paddy O’Toole                     | FG       | 14. Dezember 1982  | –        | 14. Februar 1986   |
| Minister für Fischerei und Forsten                                         | Liam Kavanagh                     | ILP      | 14. Februar 1986   | –        | 19. Februar 1986   |
| Minister für Tourismus, Fischerei und Forsten                              | Liam Kavanagh                     | ILP      | 19. Februar 1986   | –        | 20. Januar 1987    |
| Minister für Tourismus, Fischerei und Forsten                              | Paddy O’Toole                     | FG       | 20. Januar 1987    | –        | 10. März 1987      |
| Minister für den öffentlichen Dienst                                       | John Boland                       | FG       | 14. Dezember 1982  | –        | 14. Februar 1986   |
| Minister für den öffentlichen Dienst                                       | Ruairi Quinn                      | ILP      | 14. Februar 1986   | –        | 20. Januar 1987    |
| Minister für den öffentlichen Dienst                                       | John Bruton                       | FG       | 20. Januar 1987    | –        | 10. März 1987      |
| Verkehrsminister Minister für Post und Telegraphie                         | Jim Mitchell                      | FG       | 14. Dezember 1982  | –        | 02. Januar 1984    |
| Minister für Kommunikation                                                 | Jim Mitchell                      | FG       | 2. Januar 1984     | –        | 10. März 1987      |
| Justizminister                                                             | Michael Noonan                    | FG       | 14. Dezember 1982  | –        | 14. Februar 1986   |
| Justizminister                                                             | Alan Dukes                        | FG       | 14. Februar 1986   | –        | 10. März 1987      |
| Finanzminister                                                             | Alan Dukes                        | FG       | 14. Dezember 1982  | –        | 14. Februar 1986   |
| Finanzminister                                                             | John Bruton                       | FG       | 14. Februar 1986   | –        | 10. März 1987      |
| Gesundheitsminister                                                        | Barry Desmond                     | ILP      | 14. Dezember 1982  | –        | 20. Januar 1987    |
| Gesundheitsminister                                                        | John Boland                       | FG       | 20. Januar 1987    | –        | 10. März 1987      |
| Sozialminister/-in                                                         | Barry Desmond                     | ILP      | 14. Dezember 1982  | –        | 14. Februar 1986   |
| Sozialminister/-in                                                         | Gemma Hussey                      | FG       | 14. Februar 1986   | –        | 10. März 1987      |
| Landwirtschaftsminister                                                    | Austin Deasy                      | FG       | 14. Dezember 1982  | –        | 10. März 1987      |
| Staatsminister                                                             |                                   |          |                    |          |                    |
| Amt                                                                        | Name                              | Partei   | Amtszeit           | Amtszeit | Amtszeit           |
| Staatsminister/-in beim Taoiseach                                          | Seán Barrett                      | FG       | 14. Dezember 1982  | –        | 21. Januar 1987    |
| Staatsminister/-in beim Taoiseach                                          | Nuala Fennell                     | FG       | 16. Dezember 1982  | –        | 21. Januar 1987    |
| Staatsminister/-in beim Taoiseach                                          | Ted Nealon                        | FG       | 16. Dezember 1982  | –        | 21. Januar 1987    |
| Staatsminister/-in beim Taoiseach                                          | Fergus O’Brien                    | FG       | 13. Februar 1986   | –        | 21. Januar 1987    |
| Staatsminister im Arbeitsministerium                                       | George Birmingham                 | FG       | 16. Dezember 1982  | –        | 21. Januar 1987    |
| Staatsminister im Arbeitsministerium                                       | Enda Kenny                        | FG       | 13. Februar 1986   | –        | 21. Januar 1987    |
| Staatsminister im Außenministerium                                         | Jim O’Keeffe                      | FG       | 16. Dezember 1982  | –        | 13. Februar 1986   |
| Staatsminister im Außenministerium                                         | George Birmingham                 | FG       | 13. Februar 1986   | –        | 21. Januar 1987    |
| Staatsminister im Bildungsministerium                                      | Donal Creed                       | FG       | 16. Dezember 1982  | –        | 18. Februar 1986   |
| Staatsminister im Bildungsministerium                                      | George Birmingham                 | FG       | 15. Dezember 1983  | –        | 13. Februar 1986   |
| Staatsminister im Bildungsministerium                                      | Seán Barrett                      | FG       | 13. Februar 1986   | –        | 21. Januar 1987    |
| Staatsminister im Bildungsministerium                                      | Enda Kenny                        | FG       | 13. Februar 1986   | –        | 21. Januar 1987    |
| Staatsminister im Finanzministerium                                        | Joseph Bermingham                 | ILP      | 16. Dezember 1982  | –        | 13. Februar 1986   |
| Staatsminister im Finanzministerium                                        | Jim O’Keeffe                      | FG       | 1. Mai 1986        | –        | 21. Januar 1987    |
| Staatsminister im Finanzministerium                                        | Avril Doyle                       | FG       | 13. Februar 1986   | –        | 21. Januar 1987    |
| Staatsminister im Ministerium für Fischerei und Forsten                    | Michael D’Arcy                    | FG       | 16. Dezember 1982  | –        | 18. Februar 1986   |
| Staatsminister im Ministerium für Fischerei und Forsten                    | John Donnellan                    | FG       | 13. Februar 1986   | –        | 19. Februar 1986   |
| Staatsminister im Ministerium für Fischerei und Forsten                    | Michael Moynihan                  | ILP      | 13. Februar 1986   | –        | 19. Februar 1986   |
| Staatsminister im Ministerium für Tourismus, Fischerei und Forsten         | John Donnellan                    | FG       | 19. Februar 1986   | –        | 21. Januar 1987    |
| Staatsminister im Ministerium für Tourismus, Fischerei und Forsten         | Michael Moynihan                  | ILP      | 19. Februar 1986   | –        | 20. Januar 1987    |
| Staatsminister im Ministerium für die Gaeltacht                            | Michael D’Arcy                    | FG       | 16. Dezember 1982  | –        | 18. Februar 1986   |
| Staatsminister im Gesundheitsministerium                                   | Fergus O’Brien                    | FG       | 16. Dezember 1982  | –        | 15. Dezember 1983  |
| Staatsminister im Gesundheitsministerium                                   | John Donnellan                    | FG       | 15. Dezember 1983  | –        | 21. Januar 1987    |
| Staatsminister im Ministerium für Handel, Gewerbe und Tourismus            | Michael Moynihan                  | ILP      | 16. Dezember 1982  | –        | 17. Dezember 1983  |
| Staatsminister im Ministerium für Handel, Gewerbe und Tourismus            | Edward Collins                    | FG       | 15. Dezember 1983  | –        | 17. Dezember 1983  |
| Staatsminister im Ministerium für Industrie, Handel, Gewerbe und Tourismus | Edward Collins                    | FG       | 17. Dezember 1983  | –        | 19. Februar 1986   |
| Staatsminister im Ministerium für Industrie, Handel, Gewerbe und Tourismus | Michael Moynihan                  | ILP      | 17. Dezember 1983  | –        | 19. Februar 1986   |
| Staatsminister im Ministerium für Industrie, Handel, Gewerbe und Tourismus | Patrick Hegarty                   | FG       | 13. Februar 1986   | –        | 19. Februar 1986   |
| Staatsminister im Ministerium für Industrie, und Gewerbe                   | Edward Collins                    | FG       | 19. Februar 1986   | –        | 23. September 1986 |
| Staatsminister im Ministerium für Industrie, und Gewerbe                   | Michael Moynihan                  | ILP      | 19. Februar 1986   | –        | 21. Januar 1987    |
| Staatsminister im Ministerium für Industrie, und Gewerbe                   | Patrick Hegarty                   | FG       | 19. Februar 1986   | –        | 21. Januar 1987    |
| Staatsminister im Ministerium für Industrie, und Gewerbe                   | Richard Bruton                    | FG       | 23. September 1986 | –        | 21. Januar 1987    |
| Staatsminister im Ministerium für Industrie und Energie                    | Edward Collins                    | FG       | 16. Dezember 1982  | –        | 17. Dezember 1983  |
| Staatsminister im Energieministerium                                       | Edward Collins                    | FG       | 17. Dezember 1983  | –        | 23. September 1986 |
| Staatsministerin im Justizministerium                                      | Nuala Fennell                     | FG       | 7. Januar 1983     | –        | 21. Januar 1987    |
| Staatsminister im Landwirtschaftsministerium                               | Paul Connaughton senior           | FG       | 16. Dezember 1982  | –        | 21. Januar 1987    |
| Staatsminister im Landwirtschaftsministerium                               | Patrick Hegarty                   | FG       | 16. Dezember 1982  | –        | 21. Januar 1987    |
| Staatsminister im Ministerium für den öffentlichen Dienst                  | Jim O’Keeffe                      | FG       | 13. Februar 1986   | –        | 21. Januar 1987    |
| Staatsminister im Ministerium für Post und Telegraphie                     | John Donnellan                    | FG       | 16. Dezember 1982  | –        | 2. Januar 1984     |
| Staatsminister im Ministerium für Post und Telegraphie                     | Ted Nealon                        | FG       | 18. Februar 1983   | –        | 2. Januar 1984     |
| Staatsminister im Ministerium für Post und Telegraphie                     | Fergus O’Brien                    | FG       | 13. Februar 1986   | –        | 21. Januar 1987    |
| Staatsminister im Sozialministerium                                        | Fergus O’Brien                    | FG       | 16. Dezember 1982  | –        | 15. Dezember 1983  |
| Staatsminister im Sozialministerium                                        | John Donnellan                    | FG       | 15. Dezember 1983  | –        | 21. Januar 1987    |
| Staatsminister im Sozialministerium                                        | Séamus Pattison                   | ILP      | 15. Dezember 1983  | –        | 20. Januar 1987    |
| Staatsminister im Umweltministerium                                        | Ruairi Quinn                      | ILP      | 14. Dezember 1982  | –        | 13. Februar 1986   |
| Staatsminister im Umweltministerium                                        | Avril Doyle                       | FG       | 13. Februar 1986   | –        | 21. Januar 1987    |
| Staatsminister im Umweltministerium                                        | Fergus O’Brien                    | FG       | 13. Februar 1986   | –        | 21. Januar 1987    |
| Staatsminister im Umweltministerium                                        | Toddy O’Sullivan                  | ILP      | 13. Februar 1986   | –        | 20. Januar 1987    |
| Staatsminister im Verkehrsministerium                                      | John Donnellan                    | FG       | 16. Dezember 1982  | –        | 15. Dezember 1983  |
| Staatsminister im Verteidigungsministerium                                 | Seán Barrett                      | FG       | 14. Dezember 1982  | –        | 13. Februar 1986   |
| Staatsminister im Verteidigungsministerium                                 | Fergus O’Brien                    | FG       | 13. Februar 1986   | –        | 21. Januar 1987    |

## Umbesetzungen
Am 8. Dezember 1983 trat Frank Cluskey, Minister für Handel, Gewerbe und Tourismus, zurück. Sein Ressort wurde kommissarisch von Taoiseach Garret FitzGerald übernommen. Am 13. Dezember kam es zu einer Regierungsumbildung. Ruairi Quinn, bisher Staatsminister im Umweltministerium wurde Arbeitsminister, Liam Kavanagh wechselte vom Arbeits- ins Umweltminister. der stellvertretende Ministerpräsident Dick Spring, bisher Umweltminister, folgte im Ministerium für Industrie und Energie auf John Bruton, der das Handelsministerium übernahm.
Am 17. Dezember 1983 wurde das Ministerium für Industrie und Energie in Energieministerium umbenannt, das Ministerium für Handel, Gewerbe und Tourismus wurde zum Ministerium für Industrie, Handel, Gewerbe und Tourismus.
Am 2. Januar 1984 wurden die Ministerien für Verkehr sowie Post und Telegraphie zusammengelegt und in Ministerium für Kommunikation umbenannt. Die Leitung übernahm Jim Mitchell,  der bisher die Ressorts Verkehr sowie Post und Telegraphie geleitet hatte.
Am 14. Februar kam es zu einer umfangreichen Umbesetzung des Kabinetts.
Am 20. Januar 1987 traten die vier Minister der Labour Party, Barry Desmond, Liam Kavanagh, Ruairi Quinn und Dick Spring zurück. Ihre Ministerien wurden von anderen Ministern übernommen.